# 国鉄チム10形貨車
国鉄チム10形貨車（こくてつチム10がたかしゃ）は、かつて日本国有鉄道（国鉄）の前身である鉄道省に在籍した15 t 積みの長物車である。

## 概要
1928年（昭和3年）5月の車両称号規程改正によりホチ134形、ホチ246形 が1形式にまとめられチム10形（チム11 - チム154,9両欠）に形式名変更された。旧形式名時代より北海道にて材木輸送用に運用された。積載荷重15 t 車であるが二軸ボギー車である。
ホチ134形は1905年（明治38年）に100両（ホチ134 - ホチ233）が英国ミッドルタウン車輌にて、ホチ246形は1905年（明治38年）から1906年（明治39年）にかけて同社で75両（ホチ246 - ホチ320）がそれぞれ製作された車両である。
車体塗色は黒一色、寸法関係は、全長は8,572 mm、全幅は2,502 mm、全高は2,584 mm、自重は7.8 t - 8.6 t である。
最後まで在籍した車両が1932年（昭和7年）に廃車になり形式消滅した。形式制定後約4年と短い在籍期間であった。